# Isla de Purbeck

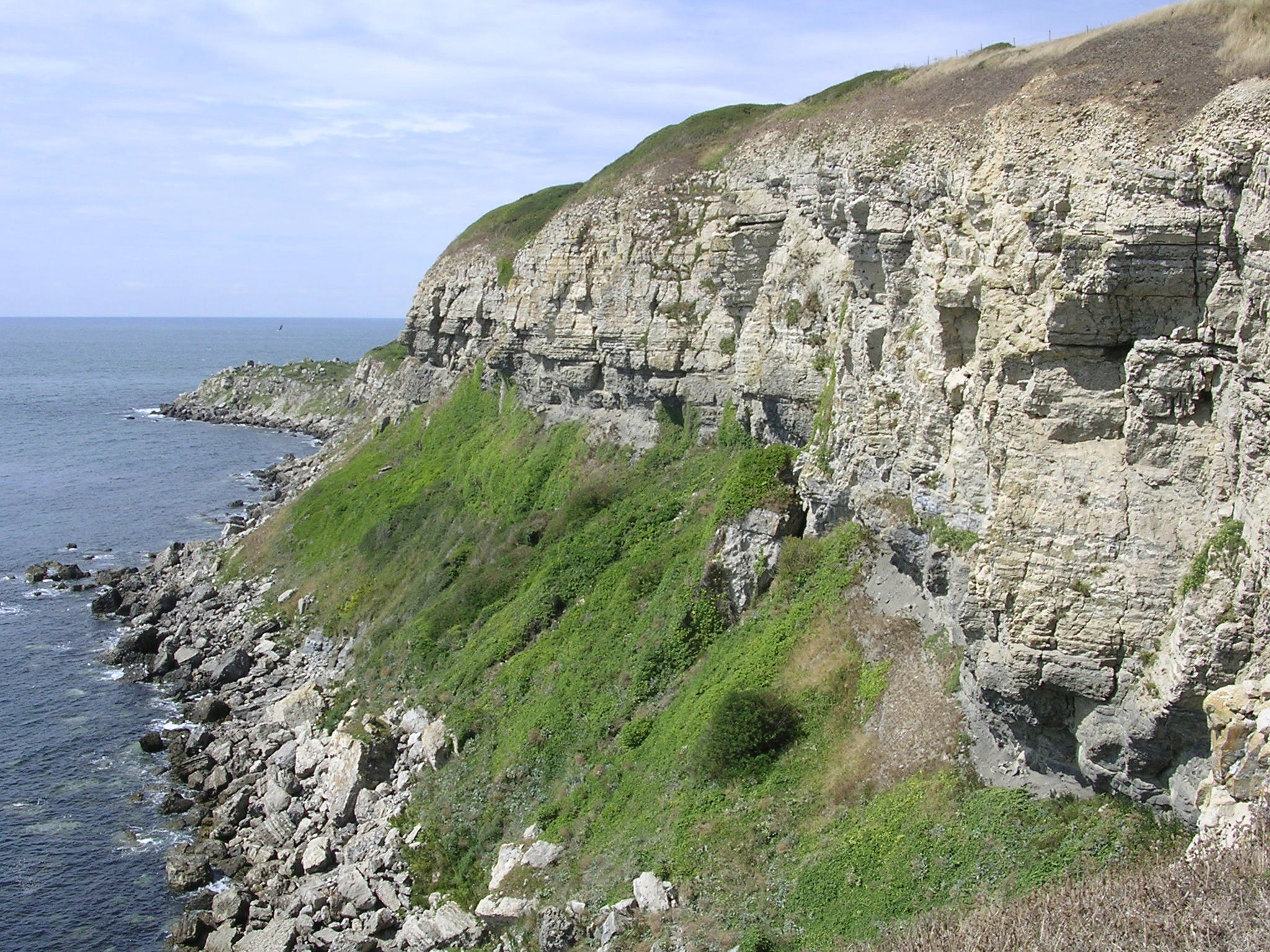
Acantilados de piedra caliza ubicados al este de St Alban's Head.

La isla de Purbeck (en inglés: Isle of Purbeck), es una península ubicada en el condado de Dorset, en el extremo sur de Inglaterra.  
A pesar de su nombre, en realidad no es una isla propiamente dicha: está bordeada por mar en tres lados: el Canal de la Mancha al sur y al este, donde presenta escarpados acantilados que caen perpendicularmente al mar;  y por las tierras pantanosas del río Frome y el puerto de Poole al norte.  Su límite occidental terrestre está menos definido, aunque algunas fuentes medievales lo sitúan en la antigua fortaleza Flower's Barrow sobre Worbarrow Bay.
Su extremo meridional es denominado St Aldhelm's o St Alban's Head. Al igual que en muchos otros puntos del Reino Unido, este lugar sufre de problemas de erosión a lo largo de su línea costera.
La totalidad de la extensión de la isla de Purbeck se sitúa dentro del distrito de Purbeck, que así fue llamado en su honor. No obstante, el distrito se extiende considerablemente hacia el norte y hacia el oeste de los límites tradicionales de la isla de Purbeck demarcados por el río Frome.